# Kita-Kyūshū
Kitakyūshū (japonès: 北九州市, Kitakyūshū-shi), que significa literalment «Kyūshū Nord», és una ciutat de 959.325 habitants (2015) situada a la Prefectura de Fukuoka, a l'illa de Kyūshū, Japó. La ciutat es va formar l'any 1963 agrupant cinc ciutats (Wakamatsu, Yahata, Tobata, Kokura i Moji) i forma, juntament, amb Fukuoka una única aglomeració urbana, la 4a. més poblada del país.
L'any 2015 la densitat de població era de 1.950 habitants per km². La seva àrea total és de 491,95 km².

## Geografia

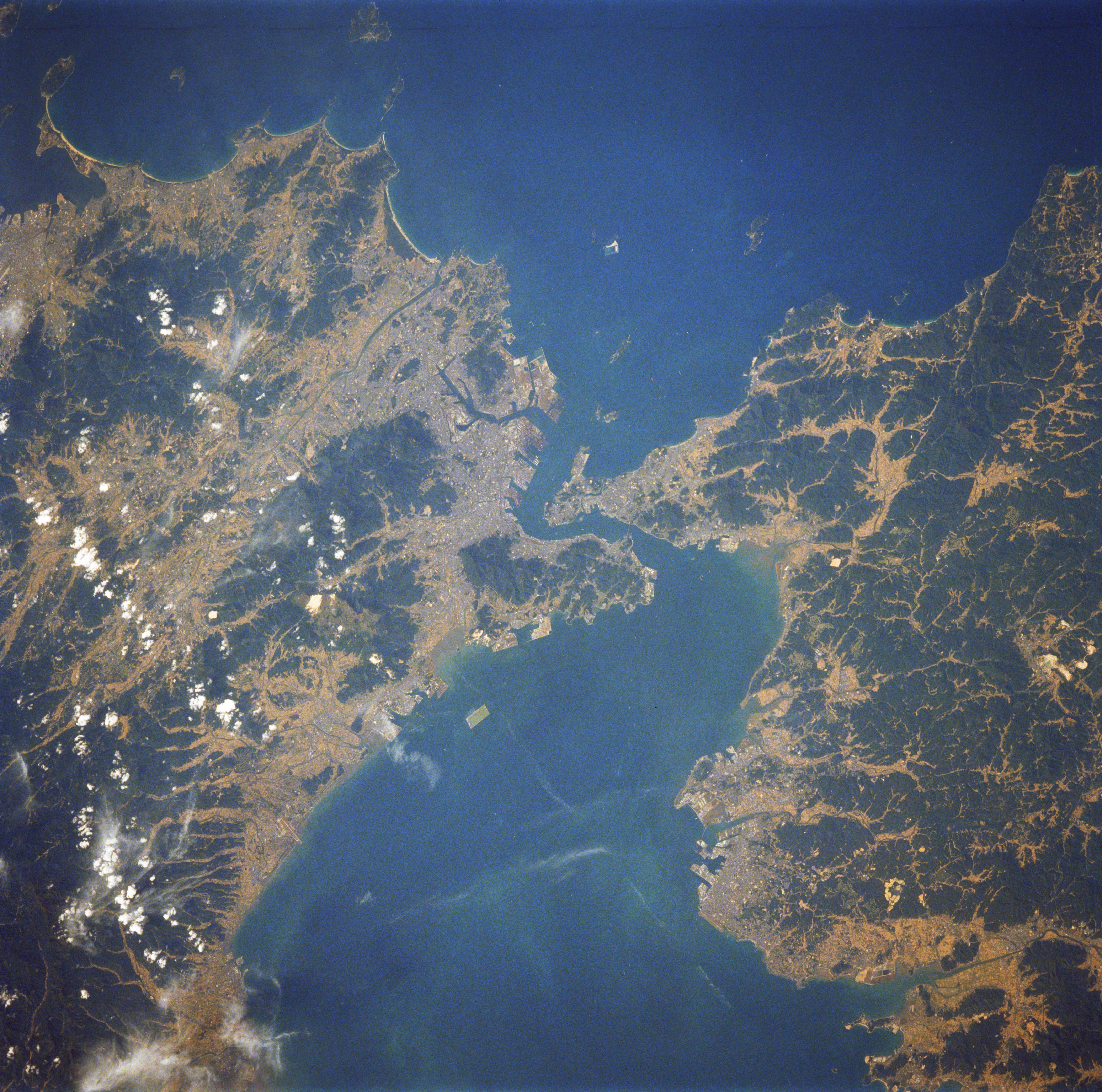
L'estret de Kanmon vist des de l'espai, amb Kitakyūshū a l'esquerra i Shimonoseki a la dreta

La ciutat es troba al nord de l'illa de Kyūshū, a l'estret de Kanmon (japonès: 関門海峡, Kanmon Kaikyō).

### Districtes
Kitakyūshū està dividida en set districtes (japonès: 区, ku):
| Romanització | Romanització      | Nom      | Àrea (km²) | Els districtes de Kitakyūshū |
| Groc         | Kokura Kita-ku    | 小倉北区 | 39,27      | Els districtes de Kitakyūshū |
| Verd         | Kokura Minami-ku  | 小倉南区 | 170,25     | Els districtes de Kitakyūshū |
| Lila         | Moji-ku           | 門司区   | 73,37      | Els districtes de Kitakyūshū |
| Vermell      | Tobata-ku         | 戸畑区   | 16,66      | Els districtes de Kitakyūshū |
| Blau         | Yahata Higashi-ku | 八幡東区 | 36,36      | Els districtes de Kitakyūshū |
| Verd         | Yahata Nishi-ku   | 八幡西区 | 83,04      | Els districtes de Kitakyūshū |
| Taronja      | Wakamatsu-ku      | 若松区   | 67,86      | Els districtes de Kitakyūshū |

L'any 2005 estava previst que la ciutat de Nakama passés a convertir-se en el vuitè barri de Kitakyūshū amb el nom de Nakama-ku. Tanmateix, la fusió va ser rebutjada el 24 de desembre de 2004 pel consell de Nakama, tot i que el procés d'unificació havia estat iniciat per la mateixa ciutat de Nakama. La raó era que la representació de la ciutat passaria de 21 regidors a només 3 dins de la ciutat de Kitakyūshū.

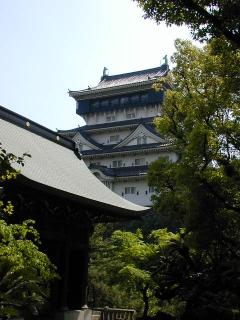
Castell de Kokura (Kokura-jō).

## Transport
Kitakyūshū és un nus important de comunicacions entre les illes de Honshū i Kyūshū, per la seva posició estratègica al costat sud de l'estret de Kanmon. La ciutat té un gran port.

### Avió
El 16 de març de 2006 va obrir de nou el nou aeroport aeroport de Kitakyūshū, amb servei les 24 hores. Està situat en una illa artificial en el golf de Suo Nada en el mar interior de Seto, prop de la ciutat de Kanda. Estarà connectat amb l'estació de Kokura amb un tren ràpid. La companyia StarFlyer, que té la seu a la ciutat, va començar a operar en inaugurar-se l'aeroport. L'aeroport és més gran que l'antic aeroport de Kitakyushu.

### Tren
L'estació de Kokura, que pertany a la companyia JR Kyushu, és la penúltima estació del Shinkansen Sanyo abans de l'estació de Hakata (final) i tots els Shinkansen hi paren. També hi ha servei de trens locals i exprés de les línies de Kagoshima i Nippo. A més a més hi ha una línia de monorail.
L'estació de Mojiko és l'estació terme de la línia de Kagoshima (en japonès, Kagoshima honsen) que és la línia més important de la xarxa de trens de la JR Kyushu.
El monorail de Kitakyūshū enllaça l'estació de Kokura amb el barri de Kokura Minami.

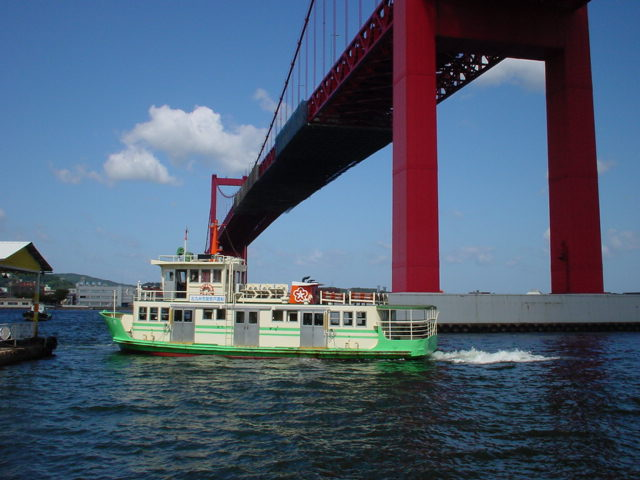
The Trans-Dokaiwan ferry, usually called the Waka-To ferry, between Wakamatsu and Tobata

### Vaixell
Kitakyūshū és el port més gran de transbordadors (ferris) de la part occidental del Japó. Hi ha servei entre Kitakyūshū i Shimonoseki, Matsuyama, Tokushima, Kōbe, Ōsaka, Tōkyō, Ulsan (Corea), Busan (Corea). El port més important és a Shin-Moji, però també a Moji-ko i a Kokura prop de l'estació.
Tres línies donen servei a l'estret de Kanmon. Són Trans-Dokaiwan (Waka-To) Ferry, The Kanmon Straits Ferry i The Kanmon Straits Liner.

### Ponts
Dels ponts que connecten la ciutat amb altres indrets, cal destacar els dos més llargs. Són el Pont de Kanmonkyo sobre l'estret de Kanmon que enllaça Kitakyūshū (de l'illa de Kyūshū) i Shimonoseki (a l'illa de Honshū), que és el més llarg, i el pont Waka-To Ō-hashi que enllaça els barris de Tobata i Wakamatsu.

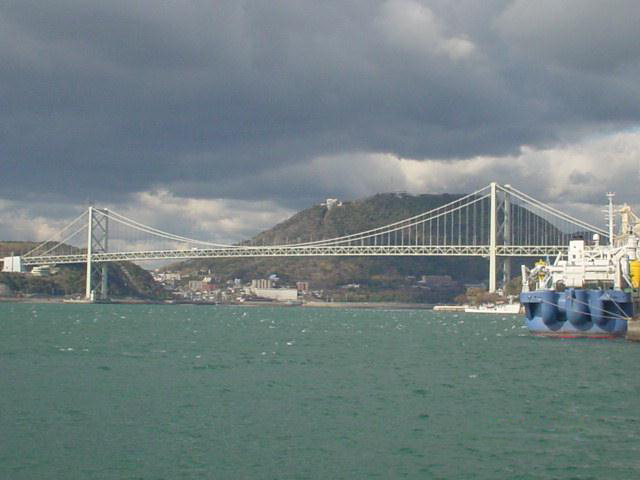
Pont sobre l'estret de Kanmon des de Moji-ku
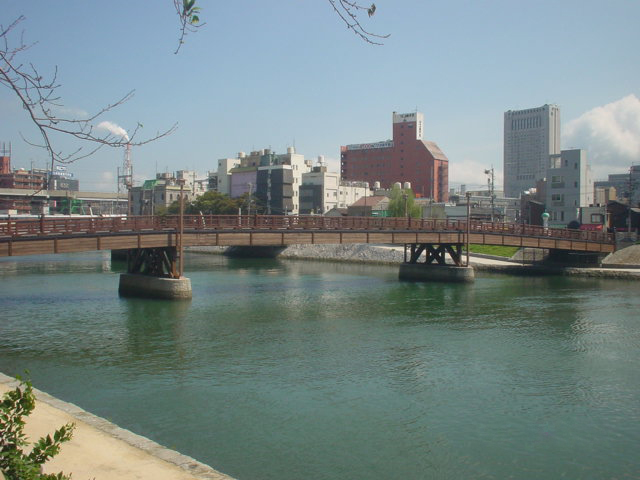
Pont Tokiwa al barri de Kokura Kita
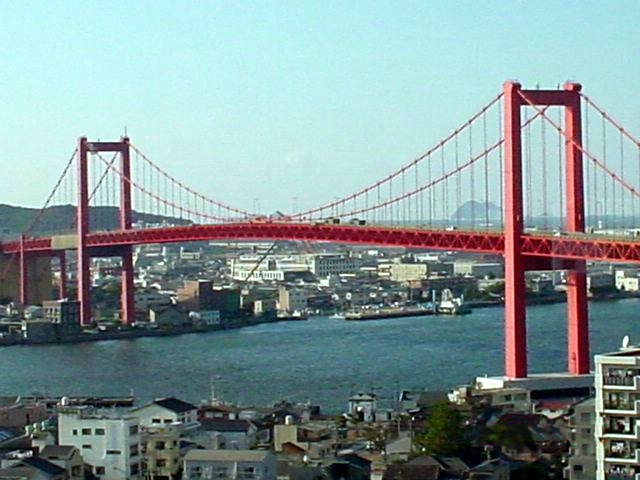
Pont Waka-To O-hashi entre els barris de Tobata i Wakamatsu des de Tobata